# Stortingsvalget 1969
Stortingsvalget 1969 i Norge blev afholdt søndag den 7. og mandag den 8. september 1969. Valgdeltagelsen var på 83,8 %. Det blev i alt valgt 150 stortingsrepræsentanter. 
Valget var meget jævnt mellem venstre- og højrefløjen. Der var en teoretisk mulighed for at hver side ville kunne få 75 repræsentanter. Det ville være blevet problematisk i forhold til at afgøre hvem som skulle danne regering. Før stortingsvalget 1973 blev der lavet fem ekstra mandater, for at undgå den samme problematik i fremtiden.
Arbeiderpartiet gik frem i forhold til stortingsvalget 1965, og fik næsten alene halvdelen af alle mandater i Stortinget. Venstrefløjen fik ikke flertal i Stortinget, i og med at Sosialistisk Folkeparti gik tilbage og røg ud af Stortinget.
Per Bortens regering fortsatte efter valget.

## Valgresultat
| Parti                      | Stemmetal | Stemmer i procent (%) | Ændring fra 1965 | Mandater | Ændring fra 1965 |
| -------------------------- | --------- | --------------------- | ---------------- | -------- | ---------------- |
| Arbeiderpartiet            | 1004 348  | 46,4                  | + 3,4            | 74       | + 6              |
| Høyre                      | 406 209   | 18,8                  | - 2,3            | 29       | -2               |
| Venstre                    | 202 553   | 9,4                   | - 0,9            | 13       | - 5              |
| Kristelig Folkeparti       | 169 303   | 7,8                   | - 0,3            | 14       | + 1              |
| Senterpartiet              | 194 128   | 9,0                   | - 0,9            | 20       | + 2              |
| Sosialistisk Folkeparti    | 73 284    | 3,4                   | -2,5             | 0        | -2               |
| Norges Kommunistiske Parti | 21 517    | 1,0                   | - 0,4            | 0        | 0                |
| Fælleslisten SF og NKP     | 3 203     | 0,2                   | + 0,2            | 0        | 0                |
| Norges Demokratiske Parti  | 561       | 0,03                  | + 0,07           | 0        | 0                |
| Sámeálbmot Listu           | 527       | 0,02                  | + 0,02           | 0        | 0                |
| Borgerlige fælleslister    | 83073     | 3,8                   | + 2,1            | 0²       | 0                |
| Totalt                     | 2 158 712 | 100                   |                  | 150      | 0                |

² Mandater fra borgerlige fælleslister fordelt på enkeltpartier.
De borgerlige fælleslister var:
- Senterpartiet og Kristelig Folkeparti i Vestfold, Telemark og Troms
- Høyre og Kristelig Folkeparti i Bergen